# Szilágyi Ete
Szilágyi Ete (Etele, Ede) (Nagyvárad, 1844 – Kolozsvár, 1894. április 16.) orvosdoktor, szemész, egyetemi tanár.

## Élete
Szilágyi Dezső miniszter testvéröccse. 1869-ben Bécsben nyert orvosdoktori oklevelet. A szemészetből magasabb képzettségét Stellwag tanár klinikáján nyerte, ahol két évet (1873-74.) töltött. Visszatérve Pestre Kovács József tanár klinikáján töltött két évet mint műtő. Magántanárrá a budapesti egyetemen 1874-ben képesítették a szem fénytörési rendellenességei és a szemtükör alkalmazásának tanából. 1875. július 10-én a kolozsvári egyetemhez a szemészet tanárává nevezték ki. Igen jó előadó volt, a katedrán kívül azonban visszavonultan élt, sőt emberkerülő volt, többnyire betegeket sem fogadott saját lakásán. Ugyszólván csak a zenének élt; talán mindenkitől titkolt betegsége, a tüdővész elől keresett a zenében vigasztalást. 
Cikkei az Orvosi Hetilapban (1873. Adalékok a rövid látás kiegyenlítésének elméletére, 1874. A szem fénytörési viszonyainak meghatározásáról, szemhéjképlések, hámrákos új képletek kiírtása után); a kolozsvári orvosi- természettudományi Értesítőben (1876. A látóoldozásról, 1881. Egy új színvegyítő készülékről).

## Munkája
- Micrometer-Ophtalmoscop. (A szemtükör által adott kép méréséről). Kolozsvár, 1893.